# ロバート・アルドリッチ
ロバート・アルドリッチ（Robert Aldrich、1918年8月9日 - 1983年12月5日）は、アメリカ合衆国の映画監督、映画プロデューサーである。日本語では「ロバート・オルドリッチ」とも表記される。

## 経歴
1918年8月9日、ロードアイランド州クランストンに生まれる。ネルソン・オルドリッチを祖父、ネルソン・ロックフェラーを従兄に持つ。
ヴァージニア大学で経済学を専攻していたが中退し、1941年にRKOに入社した。ジャン・ルノワール、チャールズ・チャップリン、エイブラハム・ポロンスキー、ジョゼフ・ロージー、ウィリアム・A・ウェルマンなどの助監督を務めた。
1953年、エドワード・G・ロビンソン主演の『ビッグ・リーガー』で映画監督デビューを果たす。1954年に『World for Ransom』と『アパッチ』と『ベラクルス』、1955年に『キッスで殺せ!』と『悪徳』を監督した。その後、ベティ・デイヴィスとジョーン・クロフォード主演の『何がジェーンに起ったか?』、デイヴィスとオリヴィア・デ・ハヴィランド主演の『ふるえて眠れ』、リー・マーヴィン主演の『特攻大作戦』、バート・レイノルズ主演の『ロンゲスト・ヤード』などを監督した。
1975年から1979年までのあいだ、全米監督協会の会長を務めた。
1983年12月5日、カリフォルニア州ロサンゼルスで腎不全により死去。65歳没。1981年の『カリフォルニア・ドールズ』が遺作となった。

## フィルモグラフィー

### 長編映画
- ビッグ・リーガー Big Leaguer（1953年） - 監督
- World for Ransom（1954年） - 監督
- アパッチ Apache（1954年） - 監督
- ベラクルス Vera Cruz（1954年） - 監督
- キッスで殺せ! Kiss Me Deadly（1955年） - 監督・製作
- 悪徳 The Big Knife（1955年） - 監督・製作
- 枯葉 Autumn Leaves（1956年） - 監督・製作
- 攻撃 Attack（1956年） - 監督
- ガーメント・ジャングル The Garment Jungle（1957年） - 監督
- 怒りの丘 The Angry Hills（1959年） - 監督
- 地獄へ秒読み Ten Seconds to Hell（1959年） - 監督・脚本
- ガン・ファイター The Last Sunset（1961年） - 監督
- ソドムとゴモラ Sodom and Gomorrah（1962年） - 監督
- 何がジェーンに起ったか? What Ever Happened to Baby Jane?（1962年） - 監督・製作
- テキサスの四人 4 for Texas（1963年） - 監督・脚本
- ふるえて眠れ Hush... Hush, Sweet Charlotte（1964年） - 監督・製作
- 飛べ!フェニックス The Flight of the Phoenix（1965年） - 監督・製作
- 特攻大作戦 The Dirty Dozen（1967年） - 監督
- 甘い抱擁 The Killing of Sister George（1968年） - 監督・製作
- 女の香り The Legend of Lylah Clare（1968年） - 監督・製作
- 何がアリスに起ったか? What Ever Happened to Aunt Alice?（1969年） - 製作
- 燃える戦場 Too Late the Hero（1970年） - 監督・脚本・原案・製作
- 傷だらけの挽歌 The Grissom Gang（1971年） - 監督・製作
- ワイルド・アパッチ Ulzana's Raid（1972年） - 監督
- 北国の帝王 Emperor of the North（1973年） - 監督
- ロンゲスト・ヤード The Longest Yard（1974年） - 監督
- ハッスル Hustle（1975年） - 監督・製作
- 合衆国最後の日 Twilight's Last Gleaming（1977年） - 監督
- クワイヤボーイズ The Choirboys（1977年） - 監督
- フリスコ・キッド The Frisco Kid（1979年） - 監督
- カリフォルニア・ドールズ ...All the Marbles（1981年） - 監督

### 短編映画
- The Greatest Mother of Them All（1969年） - 監督

### テレビドラマ
- China Smith（1952年） - 監督
- Schlitz Playhouse of Stars（1952年） - 監督
- The Doctor（1952年 - 1953年） - 監督
- Four Star Playhouse（1953年 - 1954年） - 監督
- Hotel de Paree（1959年） - 監督
- Adventures in Paradise（1959年） - 監督

## 受賞
- 1956年 - 第6回ベルリン国際映画祭 - 銀熊賞（『枯葉』）[13]

## 関連文献
- 遠山純生『ロバート・オルドリッチ読本1』boid、2012年。
- アラン・シルヴァー、ジェイムズ・ウルシーニ 著、宮本高晴 訳『ロバート・アルドリッチ大全』国書刊行会、2012年。